# Мислата
Мислата (шп. Mislata) град је у Шпанији у аутономној заједници Валенсија. Према процени из 2017. у граду је живело 42 988 становника.

## Становништво
Према процени, у граду је 2017. живело 42 988 становника.
| 2017.  |
| ------ |
| 42.988 |